# Caïssa

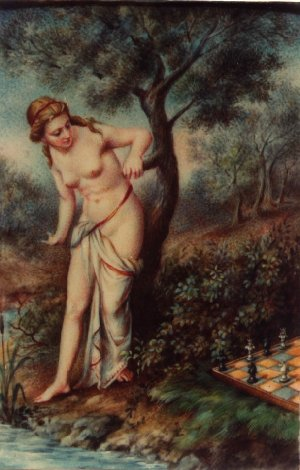
O ilustrație timpurie Caïssei lui Jones

Caïssa este o driadă tracă imaginară (anacronistică) descrisă ca zeița șahului. Ea a fost menționată pentru prima dată în timpul Renașterii de către poetul italian Hieronymus Vida.

## Poemul lui Vida
Caïssa își are originea într-un poem de 658 de versuri numit Scacchia Ludus, publicat în 1527 de Hieronymus Vida (Marco Girolamo Vida), care descrie în hexametre virgiliene latine un joc de șah între Apollo și Mercur, în prezența celorlalți zei. În poezie, pentru a evita cuvinte neobișnuite  pentru piesele de șah, turnurile sunt descrise ca turnuri blindate pe spatele elefanților, iar nebunii ca arcași. 
O versiune neautorizată de 742 de versuri a fost publicată în 1525. Textul acesteia este foarte diferit: Caïssa se numește Scacchia, turnul este un ciclop, iar nebunul este un arcaș centaur.
Descrierea turnurilor a condus la denumirea modernă de „castle” (castel) pentru turnul de șah în limba engleză și, prin urmare, la termenul de „castling” pentru rocadă, precum și la  forma modernă europeană a turnului de șah. O perioadă unii jucători de șah din Europa au numit turnul „elefant” și nebunul „arcaș”. În germană, Schütze („arcaș”) a devenit un cuvânt general pentru un nebun de șah până când a fost înlocuit de Läufer („alergător”) în secolul al XVIII-lea.

## Poezia lui William Jones
Tânărul orientalist englez William Jones a refolosit ideea unui poem de șah în 1763, în propriul său poem Caïssa or The Game at Chess  scris în cuplete eroice englezești. În poemul său, Caïssa respinge inițial avansurile zeului războiului Marte. Respins, Marte caută ajutorul zeului Euphron (invenție a lui Jones), fratele lui Venus, care creează jocul de șah ca un cadou pentru Marte pentru a o câștiga pe Caïssa.
Versiunea în limba engleză a cărții  Introducerii sistematice în joc din 1777 scrisă de Philidor conținea poemul lui Jones. În 1851, poemul a fost tradus în franceză de Camille Théodore Frédéric Alliey.

## Utilizare modernă
Caïssa este menționată în comentariile legate de șah.
- Garry Kasparov folosește această referință din când în când, în special în lucrarea sa în cinci volume My Great Predecessors/Marii mei înaintași . El o citează ca metaforă a norocului – „Caïssa a fost cu mine” – mai ales în situații neclare, de exemplu legate de sacrificii. [5]
- În cartea din 1994 The March of Chess Ideas/Marșul ideilor din șah de Anthony Saidy o folosește pe larg și pe Caïssa.
- TR Dawson a folosit-o pe Caïssa, atât ca personaj care oferă o narațiune literară care să însoțească colecțiile sale,[6] cât și ca o personificare convenabilă a șahului.[7]
- Varianta de șah Caïssa Britannia, creată de Fergus Duniho, a fost numită după Caïssa.
- Când a scris despre șah, Heinrich Fraenkel a folosit pseudonimul „Assiac”, care este „Caïssa” scris invers.
- Antonio Radić, un YouTuber croat care conduce canalul „Agadmator’s Chess Channel”, a creat o manga bazată pe șah numită „Age of Caissa”, înfățișând o lume post-apocaliptică guvernată de inteligența artificială .

Programul de calculator care a câștigat primul Campionat Mondial de șah pe computer (în 1974) a fost numit Kaissa.
Jocul de cărți Android: Netrunner are un tip de program numit Caïssa, modelat după piesele de șah.